# Audi R10 TDI
El Audi R10 TDI es un sport prototipo de monocasco abierto de homologación LMP1 desarrollado por el fabricante alemán Audi para correr en la American Le Mans Series, la Copa Intercontinental Le Mans y en especial en la tradicional carrera de las 24 Horas de Le Mans.
El R10 se convirtió en el primer coche con motor diésel en ganar Le Mans (en 2006), aunque logró repetir el título en 2007 y 2008. Luego a partir de 2007 rivalizó con el Peugeot 908 HDI FAP que también llegaba a mundo de la resistencia con una mecánica diésel

## Características
El Audi R10 TDI, es el sucesor del Audi R8 LMP, ha ganado ya 61 de 77 carreras disputadas (junio de 2006). Una de sus características innovadoras es que usa un propulsor alimentado por gasóleo. Este tipo de motor, desarrollado por Audi, ha supuesto una revolución de las carreras de resistencia. Una intención de Audi era revalidar el éxito en competición de sus motores de gasolina de inyección directa usados en el Audi R8. La competencia con sus rivales -en especial Peugeot, que también preparaba un prototipo diésel para Le Mans hace que se hayan filtrado pocos detalles técnicos de su motor.
El debut en competición se produjo en las 12 Horas de Sebring -cita de la American Le Mans Series, la carrera más importante del calendario estadounidense de resistencia.

### Competidor
Su rival calificado y más icónico fue el Peugeot 908 HDI FAP, no solo porque corrieron juntos sino por compartir una motorización diésel de características similares y además ser los primeros en usar este tipo de motor.

### Motorización

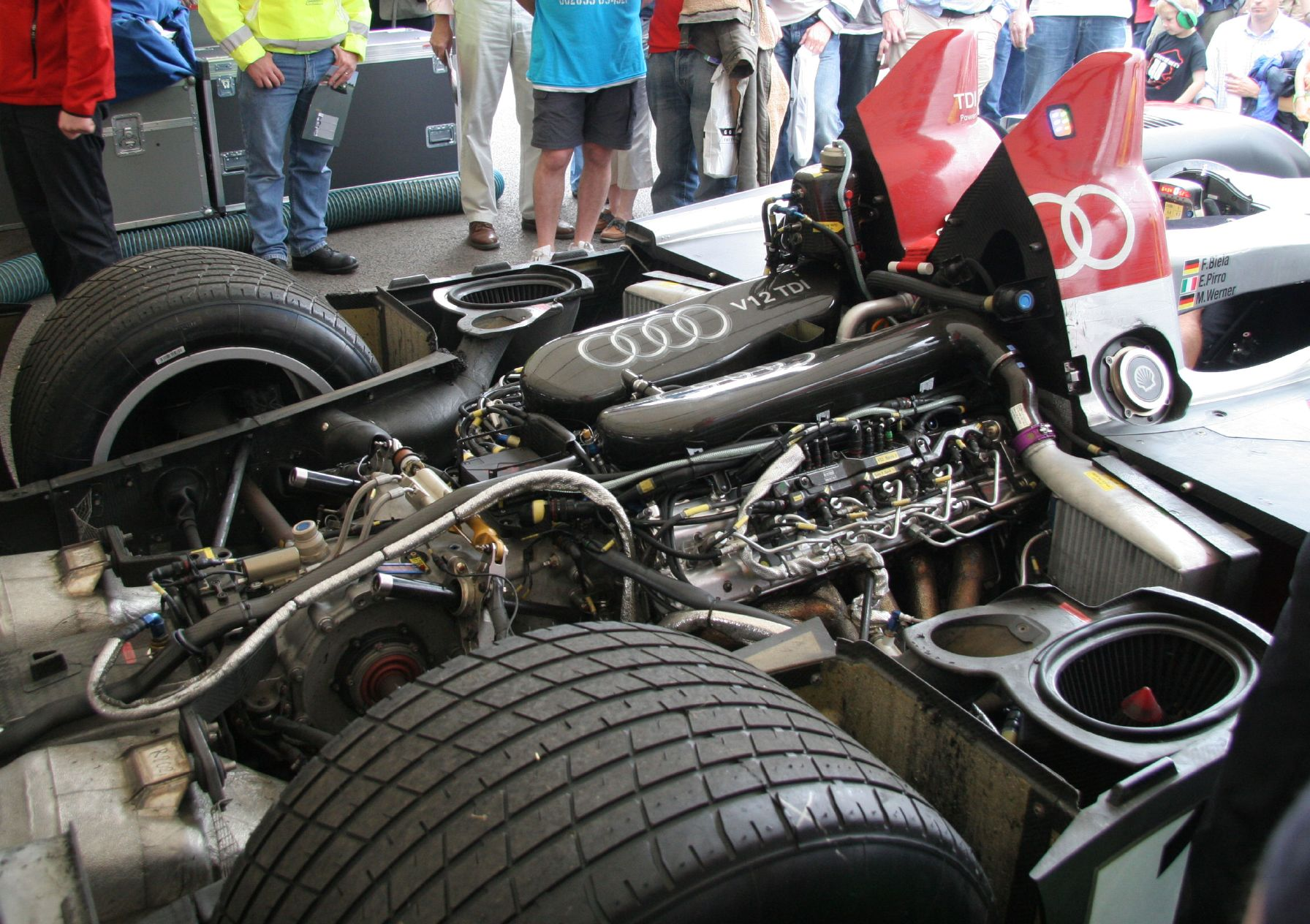
V12 del Audi R10 TDI

El propulsor del Audi R10 TDI, es un bloque construido en aluminio de 12 cilindros en V, con un ángulo entre bancadas de cilindros de 90 grados. La cilindrada es de 5,5 litros, la máxima autorizada por el reglamento para estos motores en este tipo de carreras. Tiene cuatro válvulas por cilindro, cárter seco y doble árbol de levas en cabeza.
El motor está alimentado por un sistema de inyección directa common-rail de alta presión -superior a los 2000 bares gracias a la inclusión de inyectores piezoeléctricos, consiguiéndose así una presión mucho más elevada que en automóviles de calle. El uso de common-rail constituyó una novedad, ya que los modelos de calle del Grupo Volkswagen al que pertenece Audi solían incorporan motores diésel con alimentación por inyector-bomba (en alemán pumpe düse).
Es un motor sobrealimentado mediante dos turbocompresores Garrett, con sus correspondientes intercambiadores de calor -intercoolers-, cuya presión de sobrealimentación está limitada a 2,94 bares absolutos por reglamento. El reglamento estipula también que las bridas de alimentación de aire sean de 39,9 milímetros. La gestión del motor se ha encomendado a un sistema Bosch Motronic (MS14) de última generación.
Las cifras de rendimiento vertidas son muy altas: una potencia máxima de 659 CV (478 kW) y un sorprendente y altísimo par motor máximo de 1100 Nm que giraba a 6500 rpm como régimen máximo de utilización pero nunca se publicó el régimen al cual se obtenía en el torque máximo, La gran ventaja de este motor es su menor consumo respecto al motor de gasolina de inyección directa de combustible sobrealimentado por compresor al que Volkswagen y Audi denominan "TFSI". Con un depósito de 90 litros, el R10 TDI podrá dar dos vueltas más al circuito de la Sarthe, en el que se disputan la carrera de las 24 Horas de Le Mans, que el Audi R8, es decir, 27,3 kilómetros más.
Es un motor cuidadoso con el medio ambiente: incluye dos filtros de partículas y tiene bajo nivel de emisiones sonoras. Según sus constructores, emite un ruido tan débil y agradablemente acústico que nadie podría identificar, en un primer momento, como el correspondiente a un motor diésel. Debido a estas mejores medioambientales este vehículo no emite las clásicas llamaradas que el resto de vehículos de gasolina. Estas llamaradas son debidas a restos de gasolina que no llegan a quemarse.
Pocos detalles se saben de la caja de cambios que debe soportar semejante cifra de par; tan sólo que ha sido desarrollado por el especialista X-Trac. El embrague es cerámico y la caja dispone solo de 5 velocidades.
La tracción se efectúa, como es natural en este tipo de vehículos, a las ruedas traseras, que cuentan con un diferencial autoblocante de tipo viscoso. La dirección de cremallera dispone de un sistema eléctrico de asistencia. El sistema de frenos, de doble circuito hidráulico, está compuesto por discos ventilados de carbono. Las ruedas están formadas por llantas de magnesio OZ de 13 x 18 pulgadas en el eje delantero –con neumáticos radiales Michelin en medidas 33/68-18– y de 14,5 x 18 pulgadas en el eje trasero –con neumáticos 37/71-18–.
A decir por los pilotos el automóvil se muestra más pesado que su antecesor debido al mayor peso de su nuevo propulsor. A pesar de ello, el R10 TDI pesa 925 kg, tan sólo 25 kg más que el R8, debido a la instalación de un sistema de aire acondicionado para el piloto.

### Conjunto chasis-carrocería

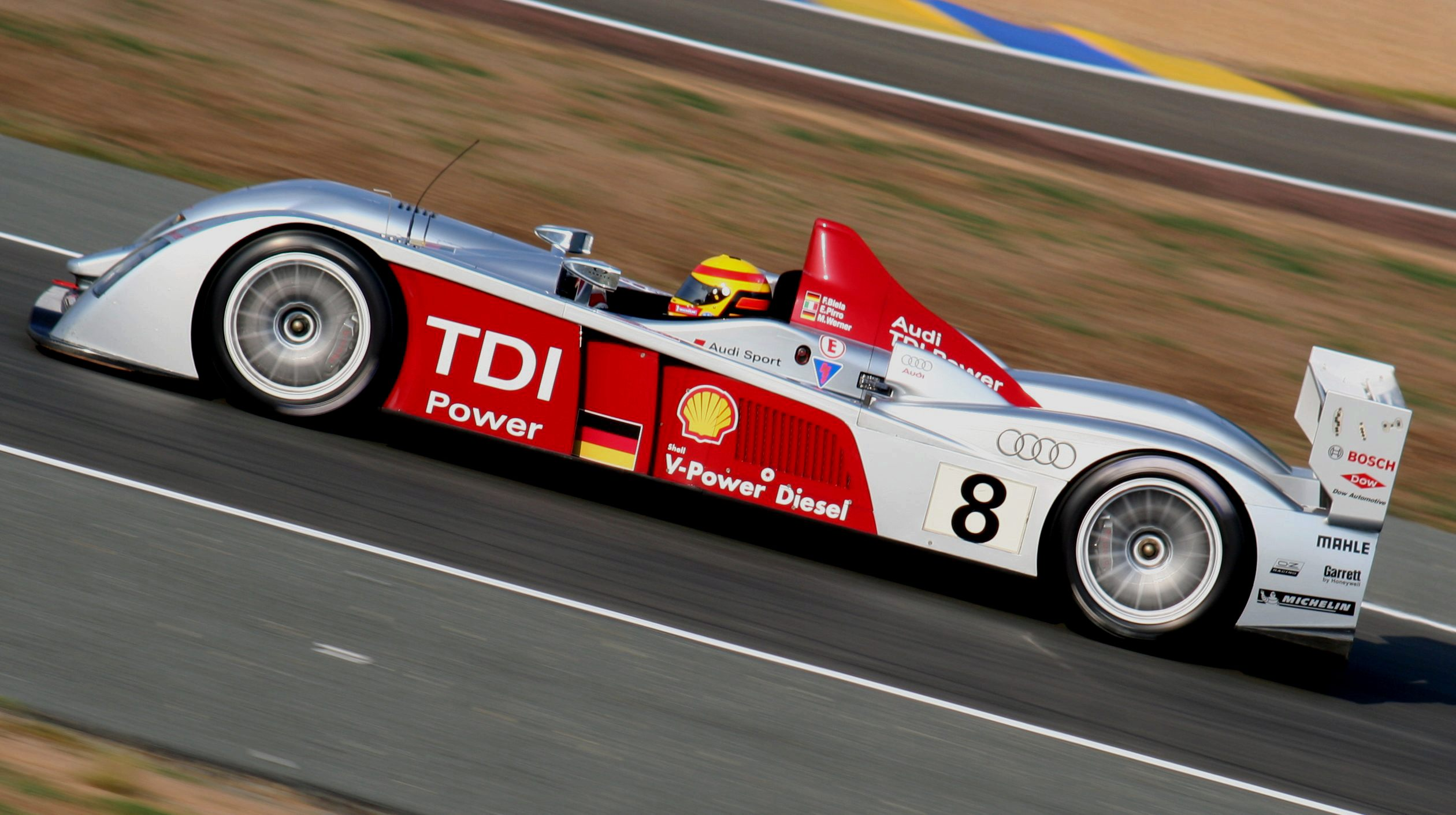
Audi R10

Aparte de las diferencias en cuanto a grupo propulsor, la mayor diferencia con respecto a su predecesor -y otros sport prototipos- radica en la construcción del chasis/carrocería. El nuevo conjunto chasis/carrocería presenta una ligera carrocería integrada con su chasis monocasco a diferencia de sus rivales. Carrocería y chasis están realizados como viene siendo habitual en fibra de carbono. Un elemento sorprendente del nuevo modelo es la doble estructura antivuelco situada detrás de la cabeza del piloto.
El nuevo reglamento estipula que la estructura antivuelco debe encontrarse también en el lado correspondiente al inexistente pasajero. Este tipo de vehículos debe responder a una estructura de tipo biplaza aunque en su interior tan sólo va el piloto a diferencia de las antiguas carreras de resistencia.
La evolución de la carrocería está presente especialmente en los siguientes puntos: la ‘nariz’ del R10 TDI es más puntiaguda y el chasis monocasco más afilado. En la parte delantera de la carrocería el escudo inferior ha visto modificada su forma para reducir el apoyo aerodinámico tal como lo impone el nuevo reglamento. El montaje del alerón trasero, que en el R8 se fijaba en sus extremidades, se ha centrado en el R10 TDI.
Debido a la inclusión del motor alimentado por gasóleo se han tenido que rediseñar las tomas de aire para la refrigeración debido a que el propulsor genera mucho más calor que su antecesor, de manera que han tenido que sobredimensionarse los radiadores.
Finalmente, hay que señalar que a simple vista se observa que el Audi R10 TDI tiene una distancia entre ejes mayor que la del R8, concretamente, 3.002 milímetros. El automóvil es, en su conjunto, 50 milímetros más plano que el R8. Su longitud es de 4.650 milímetros, su anchura alcanza los dos metros y su altura supera el metro por 30 centímetros.

### Rendimiento
A pesar de que el R10 no fue un prototipo fácil de poner en pista y ser competitivo se mostró muy eficiente y rápido en pista tal fue esto que Audi organizó una prueba de una carrera de "picada" o (Drag) con un avión de combate estadounidense realizada en una pista de aterrizaje donde el avión obviamente ganó, pero por apenas una distancia de aproximadamente de medio auto con respecto al R10, aunque el sport prototipo le ganó al jet de combate durante la aceleración demostrando el gran torque y potencia y elasticidad del motor V12 TDI.